# Nicholas Nickleby (film 2002)
Nicholas Nickleby – amerykańsko-brytyjski dramat filmowy z 2002 roku w reżyserii Douglasa McGratha, powstały na podstawie powieści Karola Dickensa.

## Główne role
- Charlie Hunnam – Nicholas Nickleby
- Jamie Bell – Smike
- Christopher Plummer – Ralph Nickleby
- Anne Hathaway – Madeline Bray
- Tom Courtenay – Newman Noggs
- Jim Broadbent – Wackford Squeers
- Juliet Stevenson – pani Squeers
- Romola Garai – Kate Nickleby
- Stella Gonet – pani Nickleby
- Heather Goldenhersh – Fanny Squeers
- Nathan Lane – Vincent Crummles
- Barry Humphries – pani Crummles
- Alan Cumming – pan Folair
- Timothy Spall – Charles Cheeryble
- Gerard Horan – Ned Cheeryble
- William Ash – Frank Cheeryble
- Edward Fox – sir Mulberry Hawk
- David Bradley – Nigel Bray
- Phil Davis – Brooker
- Kevin McKidd – John Browdie
- Nicholas Rowe – Lord Verisopht
- Sophie Thompson – pani Lacreevy
- Andrew Havill – pan Nickleby
- Angus Wright – pan Pluck

## Fabuła
Rodzina Nichlebych prowadzi bardzo komfortowe i wygodne życie aż do chwili, kiedy umiera głowa rodziny. Zdesperowani członkowie familii proszą o pomoc wuja Ralpha, ale ten chce ich rozdzielić i wykorzystać do swoich planów. Nicholas ucieka ze szkoły dla chłopców prowadzonej przez sadystycznego pana Squeersa i razem z kolegą Smikem, który jest kaleką, wraca do Londynu w celu ponownego połączenia rodziny.

## Nagrody i nominacje (wybrane)
Złote Globy 2002
- Najlepsza komedia lub musical (nominacja)